# Кашина Синај (Комо)
Кашина Синај је насеље у Италији у округу Комо, региону Ломбардија.
Према процени из 2011. у насељу је живело 42 становника. Насеље се налази на надморској висини од 391 м.